# 1766 Slipher
1766 Slipher је астероид главног астероидног појаса чија средња удаљеност од Сунца износи 2,750 астрономских јединица (АЈ).
Апсолутна магнитуда астероида је 11,7.